# Gefangenenlager Eiserne Hand
Das Gefangenenlager Eiserne Hand war während des Zweiten Weltkriegs ein in Bassenheim bei Koblenz, Gemarkung „Eiserne Hand“ gelegenes Arbeitslager. 

## Geschichte

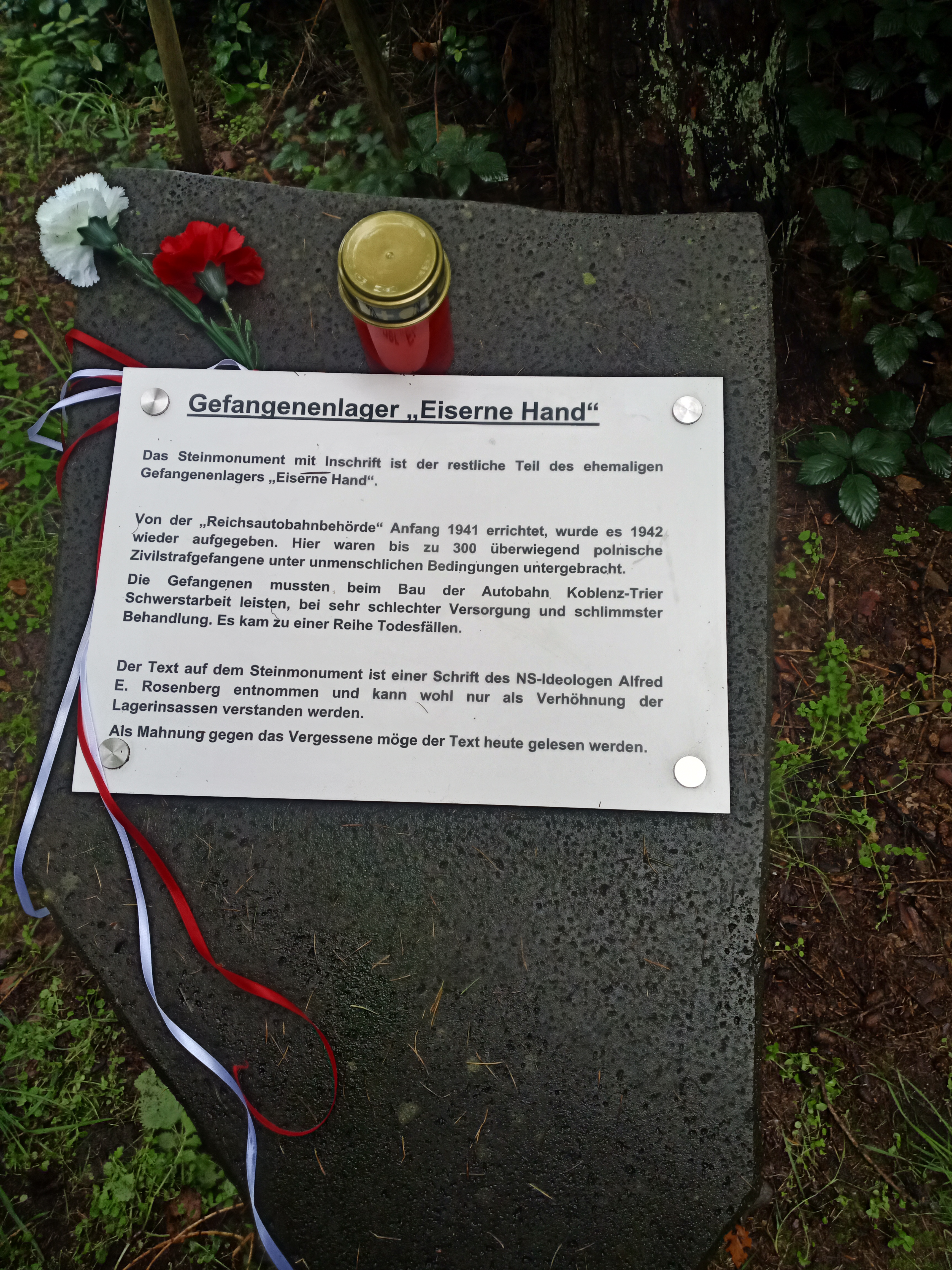
Gedenktafel an der Lagerruine

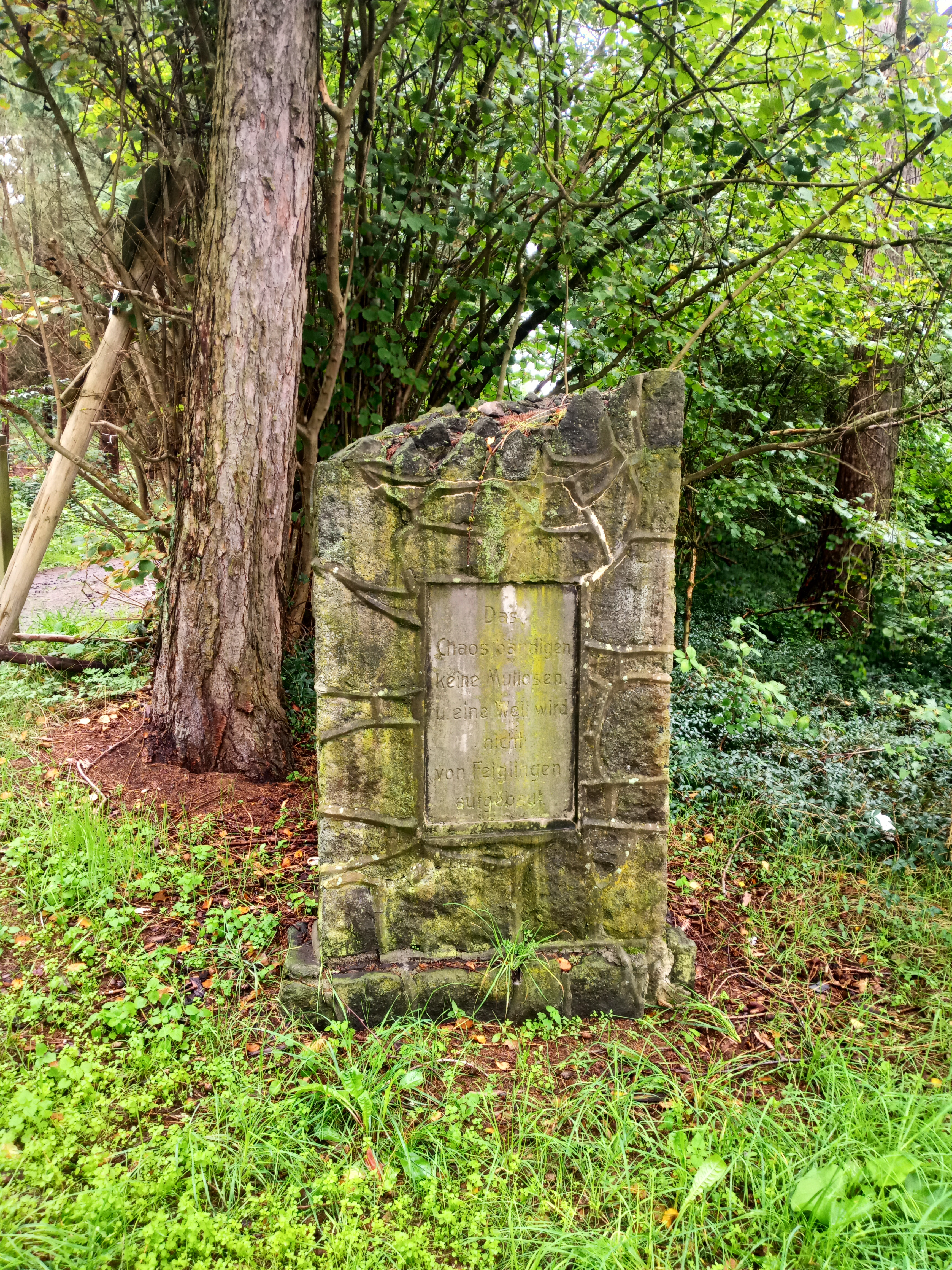
Steinmonument im Bassenheimer Wald: „Das Chaos bändigen keine Mutlosen u. eine Welt wird nicht von Feiglingen aufgebaut.“

Inhaftiert waren seit dem Überfall auf Polen rund 300 polnische Fremdarbeiter, die Zwangsarbeit für das sog. Unternehmen Reichsautobahn zur Fertigstellung der Reichsautobahn, Strecke Limburg-Trier leisten mussten. Vom 15. September 1940 bis 14. Oktober 1941 hatte das Lager auch die Funktion einer „Außenarbeitsstelle“ der Strafanstalt in Koblenz.
Das Lager wurde durch zivile Justizbeamte von der Strafanstalt Wittlich bewacht. Lagerführer war Konrad Krüger.
Mit Einstellung der Bauarbeiten auf dem Streckenabschnitt Limburg-Trier 1942 wurde das Lager aufgelöst. Der Großteil der Gefangenen wurde in das Lager Uersfeld bei Kaisersesch verlegt, weil hier die Arbeiten an der Autobahn weitergingen.
Das Lagergelände ging nach Abbruch der Anlagen und weitgehender Einebnung bei Ende des Zweiten Weltkriegs wieder zur Nutzung an den Eigentümer, die Familie von Waldthausen, zurück. 
Der Förderverein Mahnmal für die Opfer des Nationalsozialismus in Koblenz hat im Jahr 2001 am Ort des ehemaligen Lagers ein Mahnmal errichtet. Erhalten sind einige Mauerreste und Kellergewölbe sowie ein Steinmonument im Bassenheimer Wald mit einem Zitat aus Alfred Ernst Rosenbergs Hauptwerk Der Mythus des 20. Jahrhunderts. Wie viele Gefangene starben, ist bis heute nicht eindeutig geklärt.

## Zeitzeugenberichte
In Briefen an das Landeshauptarchiv Koblenz beschreibt der polnische Überlebende Norbert Widok, der in Schutzhaft von der Gestapo aus Gnesen nach Bassenheim überführt wurde, seine Eindrücke wie folgt:
Auszüge aus einem Bericht eines Oberinspektors der Gefängnisverwaltung in Koblenz, das Lager Hilgert betreffend, vermitteln einen Eindruck, wie die Nationalsozialisten die Strafgefangenen auch im Lager „Eiserne Hand“ behandelten:

„Das Menschenmaterial ist viel schlechter als beim letzten Polentransport für das Lager ›Eiserne Hand‹. Es handelt sich um ein bunt zusammengewürfeltes Gesindel, Juden, Zigeuner und Pollacken. Das Aussehen der Leute spottet jeglicher Beschreibung. Alle waren in Zivilkleidung und durchweg völlig verlumpt. Mantel- und Jackenfetzen waren mit Kordel am Körper zusammengebunden. Viele trugen keine Schuhe und Strümpfe, sondern hatten ihre Füße mit Lappen umwickelt. Alle waren verdreckt und verwahrlost. Im Lager Hilgert wurden die Gefangenen zunächst einer ersten Reinigung unterzogen und sodann verpflegt. Das Lager Hilgert besteht z. Zt. aus 5 Baracken einschließlich der Wirtschaftsbaracke; eine weitere Baracke wird unverzüglich noch errichtet. Die in dem Transport enthaltenen 27 Juden habe ich mit den dreckigsten anderen Gefangenen zusammen in einer Baracke untergebracht. Dabei habe ich die sofortige Absonderung offenbar Kranker veranlasst. Da der Gesundheits- und Kräftezustand der Leute schon nach dem ersten Eindruck wenig erfreulich war, habe ich ihre sofortige Untersuchung durch den Anstaltsarzt am Samstag, den 9.2.41 veranlasst. Es wurde eine Reihe Jugendlicher im Alter von 16 und 17 Jahren festgestellt, bei denen sich erst ergeben muss, wie weit sie den Arbeitsanforderungen gewachsen sind. Von den 59 akut Kranken leiden 33 an Krätze und werden mit ›–Mitgal‹ behandelt, 6 an Tbc, 5 an Furunkulose und 3 an Leistenbruch, bei mehreren wurden Frostbeulen festgestellt.“